# Mus tenellus
Mus tenellus é uma espécie de roedor da família Muridae.
Pode ser encontrada nos seguintes países: possivelmente Eritreia, Etiópia, Quénia, Somália, Sudão e Tanzânia.
Os seus habitats naturais são: savanas áridas.